# Стан (Карагандинская область)
Стан (каз. Стан) — село в Бухар-Жырауском районе Карагандинской области Казахстана, входит в состав Новоузенского сельского округа. 

## География
Населённый пункт расположен на западе Бухар-Жырауского района, в 5,8 километрах (по автодороге) к западу от административного центра сельского округа села Новоузенка, в 70 километрах к юго-западу от районного центра посёлка Ботакара и в 18,6 километрах к северо-западу от областного центра города Караганда. Соседние населённые пункты: Новоузенка в 5 километрах к востоку, Севан в 4,9 километрах к северо-востоку. Транспортное сообщение осуществляется автомобильной дорогой 15-я магистраль города Караганда. Абсолютная высота центра села — 501 метров над уровнем моря.

## Население
| Численность населения | Численность населения | Численность населения | Численность населения |
| 1989                  | 1999                  | 2009                  | 2021                  |
| --------------------- | --------------------- | --------------------- | --------------------- |
| 343                   | ↘187                  | ↘66                   | ↘51                   |

национальный состав
Процентное соотношение численно-преобладающих национальностей села согласно переписи населения 1989 года:
| Национальность | Процентное соотношение |
| -------------- | ---------------------- |
| русские        | 35 %                   |
| казахи         | 25 %                   |
| другие         | 40 %                   |